# Александровский уезд (Кавказская губерния)
Алекса́ндровский уе́зд был одним из 5 уездов Кавказской губернии (наряду со Ставропольским, Георгиевским, Моздокским и Кизлярским).

## Историческое развитие
Уезд был образован в составе Кавказского наместничества 5 мая 1785 года. Административным центром Александровского уезда был город Александров, основан 24 октября 1777 года как крепость Святого Александра Невского в составе 10 крепостей Азово-Моздокской оборонительной линии. Основным назначением крепости была защита обширной пустынной степи, лежавший между Кубанью и Доном, а также заселение казаками и государственными крестьянами. За 8 лет существования крепость стала основной преградой для нападений на Россию.
9 мая 1785 г. последовал именной указ правящему должность Саратовского и Кавказского генерал-губернатора генерал-поручику Павлу Сергеевичу Потемкину об устройстве Кавказской губернии с шестью уездами: Екатериноградского, Кизлярского, Моздокского, Александровского, Георгиевского и Ставропольского. Шесть крепостей на Азово-Моздокской линии (Екатериноград, Кизляр, Моздок, Георгиевск, Александров и Ставрополь) были объявлены городскими уездными центрами.
30 августа 1790 года. Кавказское наместничество и Кавказская губерния ликвидированы. Губернские присутственные места переведены в Астрахань. Город Екатериноград и Екатериноградский уезд упразднены, населенные пункты уезда распределены между Александровским, Георгиевским и Моздокским уездами. Территория Кавказской губернии включена в состав Астраханской губернии.

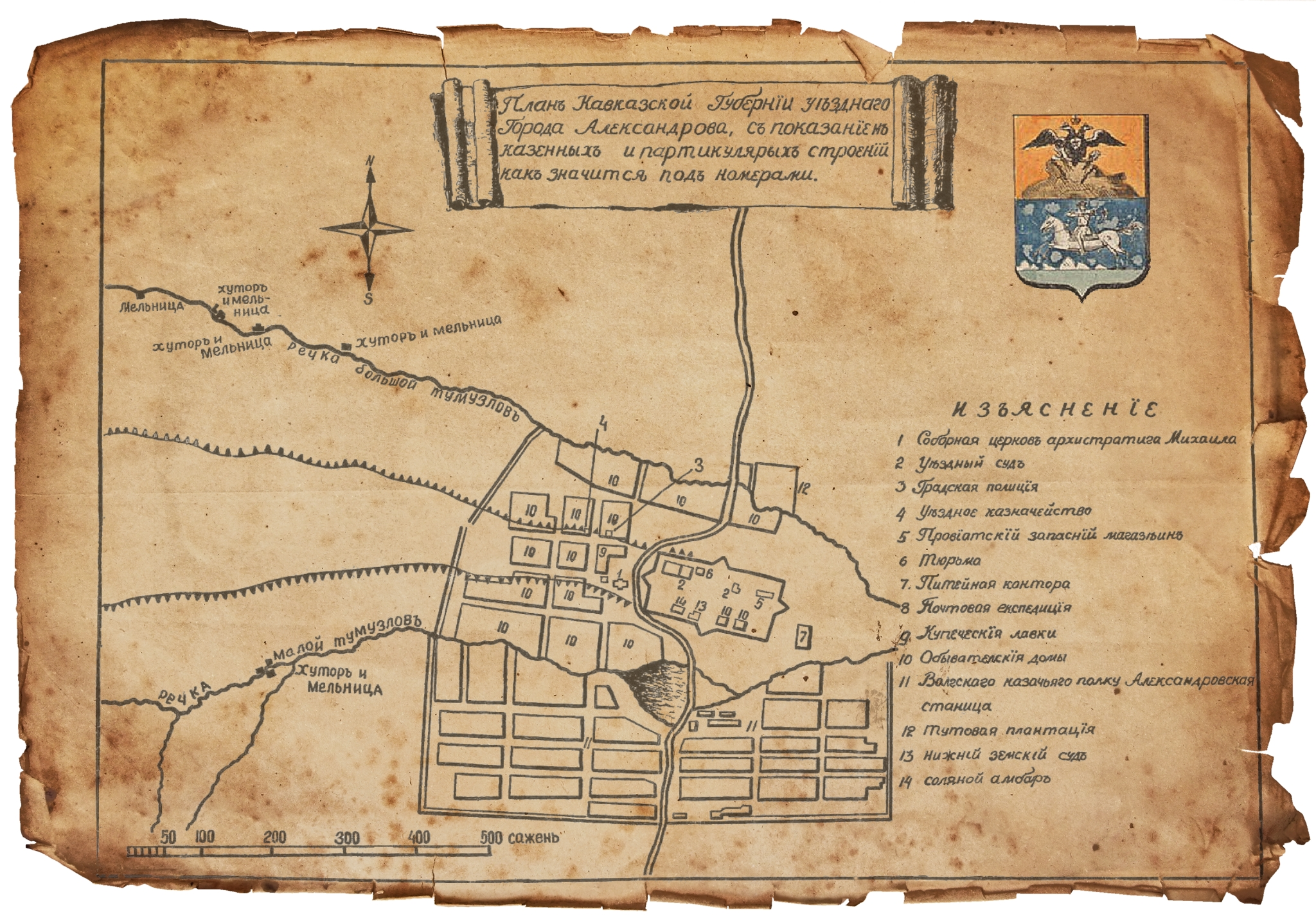

В 1803 году через город Александров прошёл почтовый тракт, связавший центральную Россию с Кавказом и Закавказьем. Благодаря этому обстоятельству с ним познакомились такие знаменитые люди как А.С.Пушкин, М.Ю. Лермонтов, В.Г. Белинский, М.И. Глинка, Л.Н.Толстой, Н.И. Пирогов. В Александровске проездом побывали герои Отечественной войны 1812 года генерал Н Н. Раевский, командир партизанского отряда Д.Давыдов и сосланные на Кавказ декабристы. Здесь, в Московском пехотном полку, дислоцировавшимся возле Томузловского леса, отбывал солдатчину поэт Александр Полежаев.

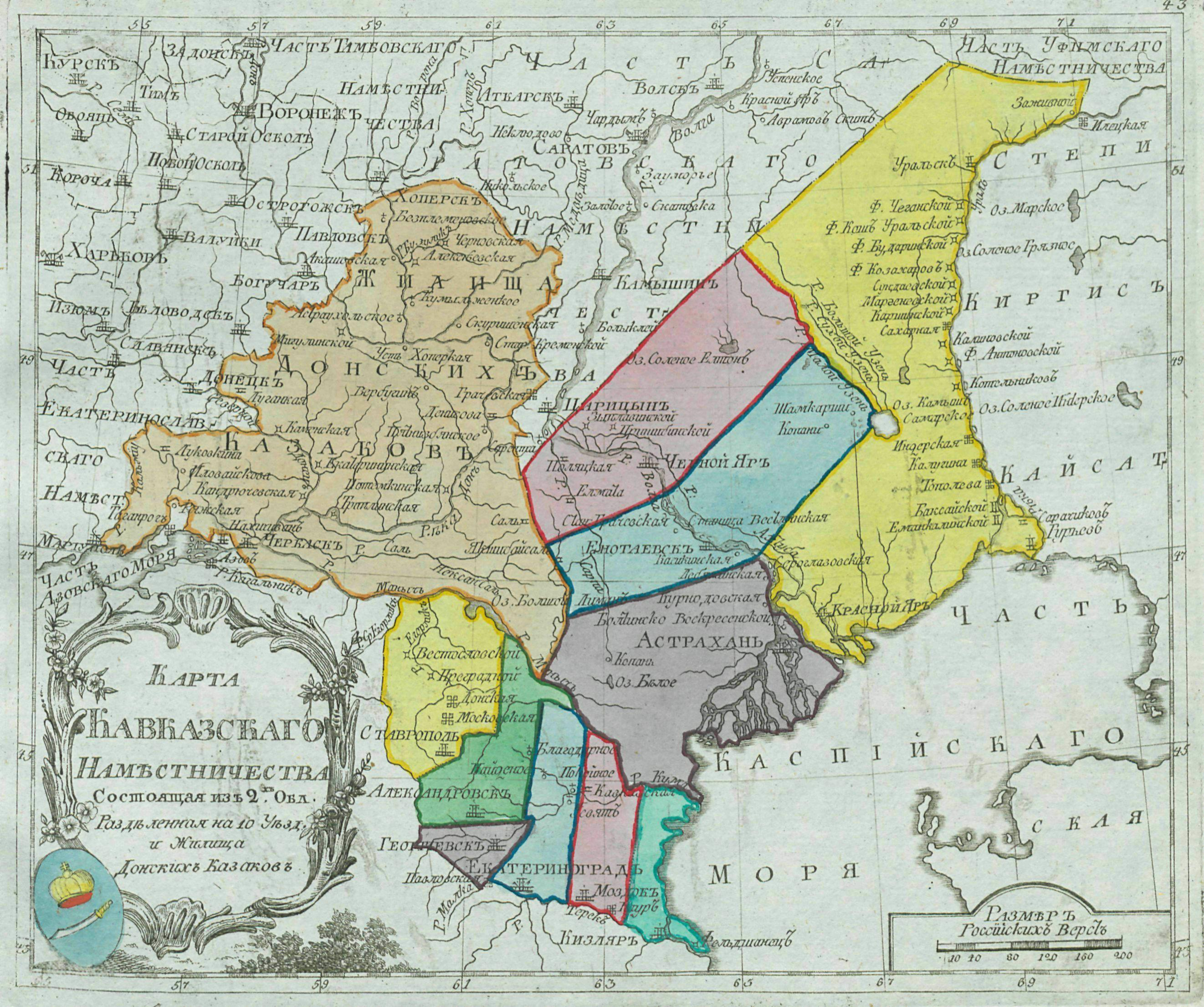
Александровский уезд, 1792 год

По указу 24 июля 1822 года в связи с преобразованием Кавказской губернии в Кавказскую область город Александровск (Александров) и Александровский уезд были упразднены, а территория уезда была распределена между соседними Георгиевским и Ставропольским уездами. В 1873 году в связи с присоединением города Пятигорска к Терской области Пятигорский уезд был переименован в Александровский.
По указу 24 июля 1822 года в связи с преобразованием Кавказской губернии в Кавказскую область г. Александровск (Александров) и Александровский уезд были упразднены, а территория уезда распределена между соседними Георгиевским и Ставропольским уездами. Александровск переименовывают сначала в заштатный город, а потом в станицу Александровскую.

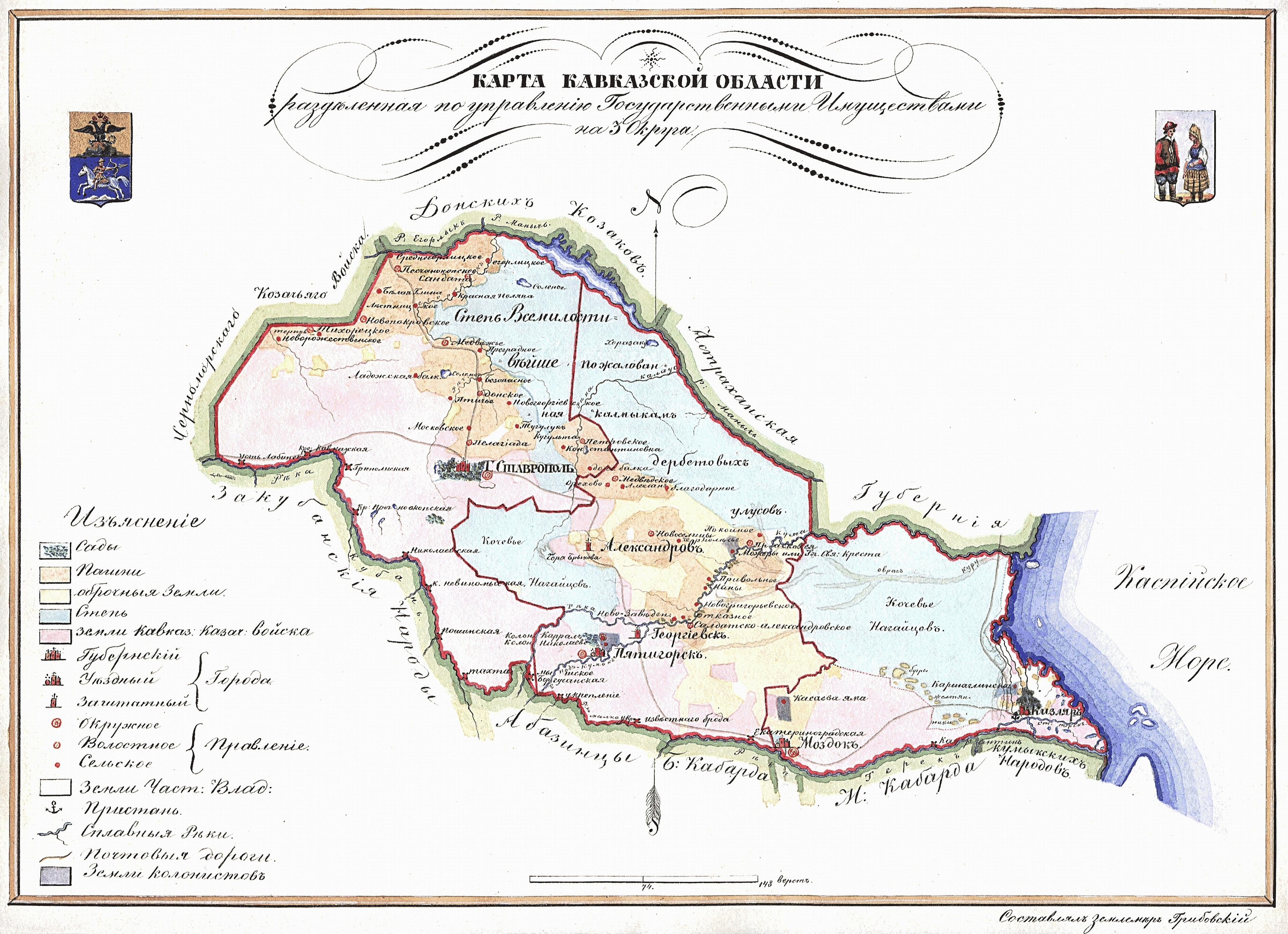

В связи с бунтом казаков 1859-1860 года Александр II своим указом от 30 декабря 1869 года устанавливает новый административный статус Александровска, отныне Александровск - это село, а казаки - крестьяне.
В 1873 году в связи с присоединением г. Пятигорска к Терской области Пятигорский уезд переименован в Александровский.
В 1900 году часть сёл была передана в состав Прасковейского уезда.
В 1924 году Александровский уезд был преобразован в Александровский район в составе Ставропольского округа Северо-Кавказского края. В Александровском районе функционировало 12 сельсоветов: Александровский, Грушевский, Журавский, Круглолесский, Калиновский, Ставропольский, Новоселицкий, Сергиевский, Северный, Саблинский и Южно-Осетинский.

## Современное положение
Территория Александровского района, образованного на месте Александровского уезда, много раз менялась в связи с его укрупнением и разукрупнением. Современное состояние район получил в 1972 году. По решению Ставропольского крайсовета из состава Александровского района вышли Долиновский, Журавский, Китаевский, Новоселицкий, Сергиевский и Янкульский сельсоветы.
В настоящее время в состав Александровского муниципального района входят 8 сельских поселений: Александровский сельсовет (село Александровское, посёлок Дубовая Роща, посёлок Лесная Поляна, хутор Харьковский); Село Грушевское; Калиновский сельсовет (село Калиновское, хутор Розлив, хутор Чепурка); Круглолесский сельсовет (село Круглолесское, село Садовое); Новокавказский сельсовет (посёлок Новокавказский, посёлок Малостепновский, хутор Петровка, хутор Репьевая); Саблинский сельсовет (село Саблинское, хутор Всадник); Село Северное; Средненский сельсовет (хутор Средний, хутор Конный, хутор Красный Чонгарец, хутор Ледохович). Александровский район, как наследник Александровского уезда, является одним из старейших территориальных образований из всех существующих в настоящее время в Ставропольском крае.